# Selectina
Las selectinas son receptores de adhesión que forman una familia de glucoproteinas integrales de la membrana, que pueden formar uniones hetero y homotípicas, transitorias y específicas. Se caracterizan por poseer una estructura muy conservada, la cual incluye a un dominio tipo lectina, un dominio tipo factor de crecimiento epidérmico, dos o más dominios tipo proteína reguladora del complemento, una región transmembranal y una región intracitoplásmica corta en el extremo carboxilo terminal. Interactúan con las sialomucinas en el proceso de extravasación leucocitaria o diapédesis.

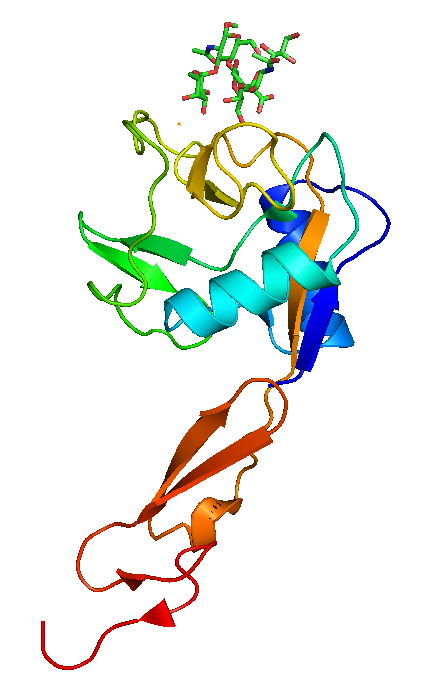
Selectina P.

## Familia
Se han identificado a tres miembros de esta familia, los cuales corresponden a los antígenos de diferenciación leucocitaria (Cluster of Differentiation 62 en inglés) CD62L (selectina-L), CD62P (selectina-P) y CD62E (selectina-E); estas tres moléculas reconocen y se unen, a través de su dominio tipo lectina, a diversos oligosacáridos, los cuales están usualmente conjugados con proteínas transmembranales.
Los carbohidratos que parecen interaccionar más fuertemente con las selectinas corresponden a las formas sializadas y fucosiladas del tetrasacárido Lewis x (sLex) y su isómero, Lewis a (sLea). Según se describe posteriormente, las moléculas que interaccionan con las selectinas poseen, en mayor o menor grado, este tipo de carbohidratos.

### Selectina L
- La  L-selectina (CD62L) se expresa constitutivamente en la membrana de granulocitos, monocitos y la mayoría de los linfocitos de sangre venosa periférica; al activarse estas células, la mayor parte de la selectina L es eliminada de la membrana mediante un mecanismo enzimático, el cual genera una forma soluble de la molécula, que es liberada al medio extracelular.

### Selectina P
- La (CD62P) se expresa constitutivamente pero es almacenada en gránulos intracitoplásmicos de plaquetas y células endoteliales; al activarse estas células la selectina P es translocada a la membrana plasmática, permitiendo la interacción con sus ligandos. Participa en el proceso de adhesión de afinidad baja de los linfocitos circulantes por el torrente sanguíneo, este proceso se conoce como rodamiento.

### Selectina E
- La (CD62E) se expresa de novo en células endoteliales, como consecuencia de la inducción de la expresión del gen correspondiente durante la activación celular; esta inducción es generalmente consecuencia del efecto de lipopolisacáridos bacterianos o de citosinas tales como interleucina 1 o factor de necrosis tumoral alfa.

## Papel en el cáncer
Cada vez es más evidente desde 2003, que la selectina puede desempeñar un papel en la inflamación y la progresión del cáncer. Las células tumorales explotan los mecanismos dependientes de selectina que median las interacciones de anclaje y rodamiento celular a través del reconocimiento de ligandos de carbohidratos en las células tumorales para mejorar la metástasis en órganos distantes, mostrando "mimetismo leucocitario".
Varios estudios han demostrado una mayor expresión de ligandos de carbohidratos en tumores metastásicos, una mayor expresión de E-selectina en la superficie de los vasos endoteliales en el sitio de la metástasis tumoral, y la capacidad de las células tumorales metastásicas de rodar y adherirse a las células endoteliales, lo que indica el papel de las selectinas en la metástasis. Además de la E-selectina, se ha sugerido el papel de la P-selectina (expresada en las plaquetas) y la L-selectina (en los leucocitos) en la diseminación del cáncer por la forma en que interactúan con las células cancerosas circulantes en una etapa temprana de la metástasis.